# Fivelingo (streek)
Fivelingo of Fivelgo is een streek (Ommeland) in het midden van de Nederlandse provincie Groningen. De belangrijkste plaats van deze streek is vanouds Appingedam, dat in de Middeleeuwen als enige plaats in de regio, naast de stad Groningen, volledige stadsrechten had.
De naam Fivelgo betekent streek (go of gouw) van de Fivel, een voormalig riviertje in de streek. Sinds de 16e eeuw sprak men - onder invloed van de naam Hunsingo - gewoonlijk van Fivelingo, hoewel de oude naam Fivelgo ook in gebruik bleef.
Hoewel Fivelingo in de Middeleeuwen een relatief invloedrijk gebied was, is het tegenwoordig, in tegenstelling tot bijvoorbeeld het Oldambt, voornamelijk een historische eenheid. De naam wordt tegenwoordig nog maar weinig gebruikt en ook kunnen we niet meer spreken van een typisch Fivelgoër identiteit. De geografie van het gebied draagt hieraan bij. Het centrale laagland is altijd al een barrière geweest tussen oost en west en het Eemskanaal heeft deze scheiding versterkt. Daarnaast zorgt de bereikbaarheid van grote plaatsen buiten Fivelingo, zoals Groningen en Hoogezand-Sappemeer en Uithuizen ervoor gezorgd dat men in de grensstreken meer op die plaatsen is gericht, dan op de eigen streek. 

## Begrenzing
De westgrens van Fivelingo was het Maarvliet, terwijl de oostgrens ongeveer overeenkomt met de oostgrens van de voormalige gemeente Slochteren (de Siepsloot). Het grenst in het westen aan Hunsingo, in het oosten aan het Oldambt en de Eemsmonding en in het zuiden aan het Gorecht. 
De streek omvat delen van de gemeenten Eemsdelta, Midden-Groningen, Groningen en Het Hogeland; meer precies het grondgebied van de voormalige gemeenten (van na 1990) Appingedam, Loppersum (zonder Middelstum), Slochteren en Ten Boer, alsmede het grootste deel van de voormalige gemeente Delfzijl (zonder Termunten).
De landbouwstatistiek van 1912 rekende de noordelijke helft van Fivelgo tot het Hogeland, de overige delen tot de Centrale Bouwstreek, de Woldstreek en Klein-Oldambt. De voormalige  gemeenten Appingedam, Delfzijl en Termunten werden in 1957 samengevoegd tot een nieuw landbouwgebied, Oost-Fivelgo. Sinds 1991 worden hier de landbouwgebieden Hogeland, Centraal Weidegebied en Oostelijke Bouwstreek onderscheiden.

## Geschiedenis

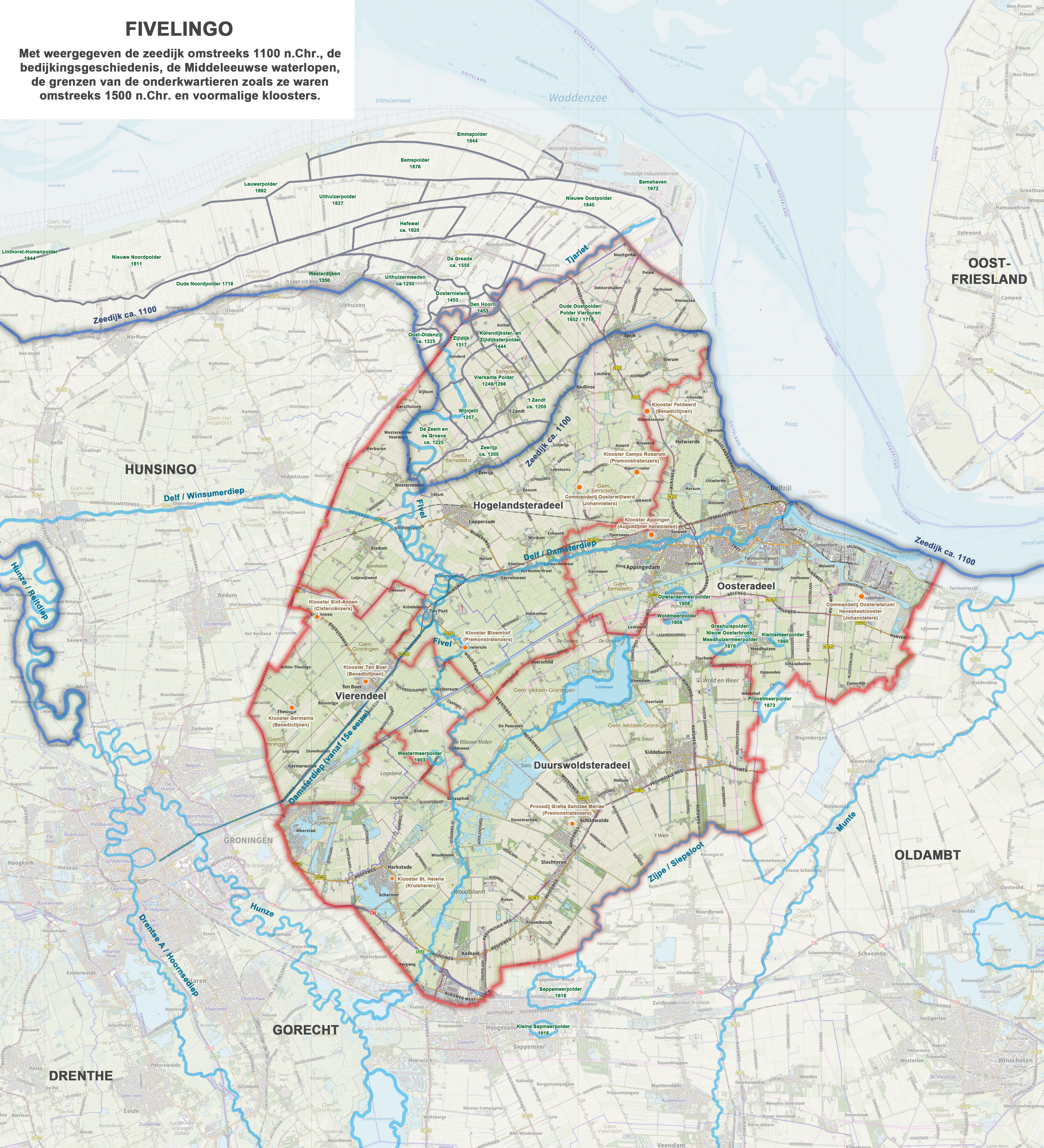
Fivelingo over hedendaagse topografische kaart met de zeedijk en waterlopen ca. 1100 n.Chr., bedijkingsgeschiedenis, de grenzen van de onderkwartieren ca. 1500 n.Chr. en voormalige kloosters. Bronnen: o.a. JWvanAalst, O. Knottnerus, J. van den Broek

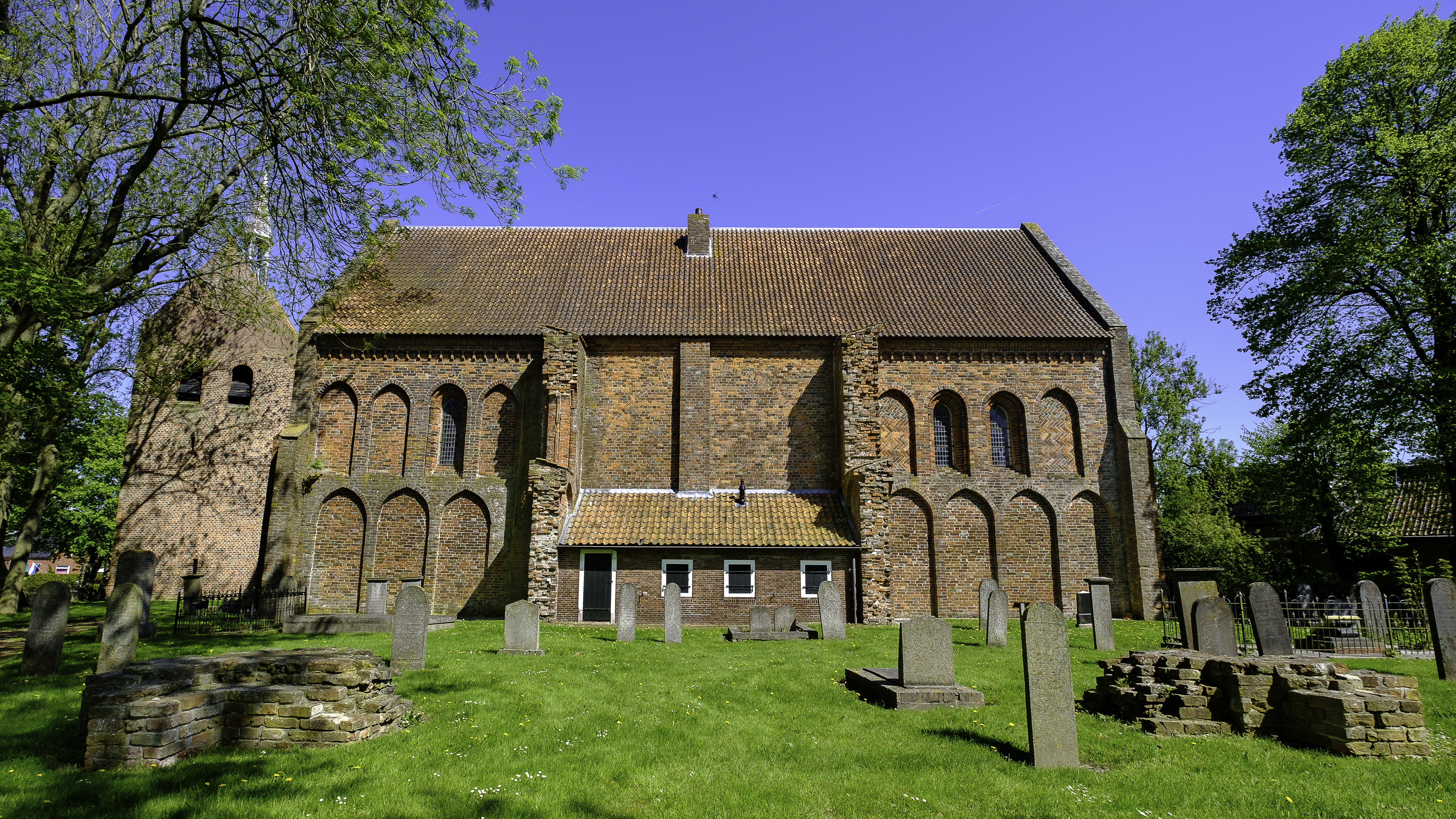
De 13e-eeuwse Kerk van Garmerwolde, overblijfsel van een kruiskerk.

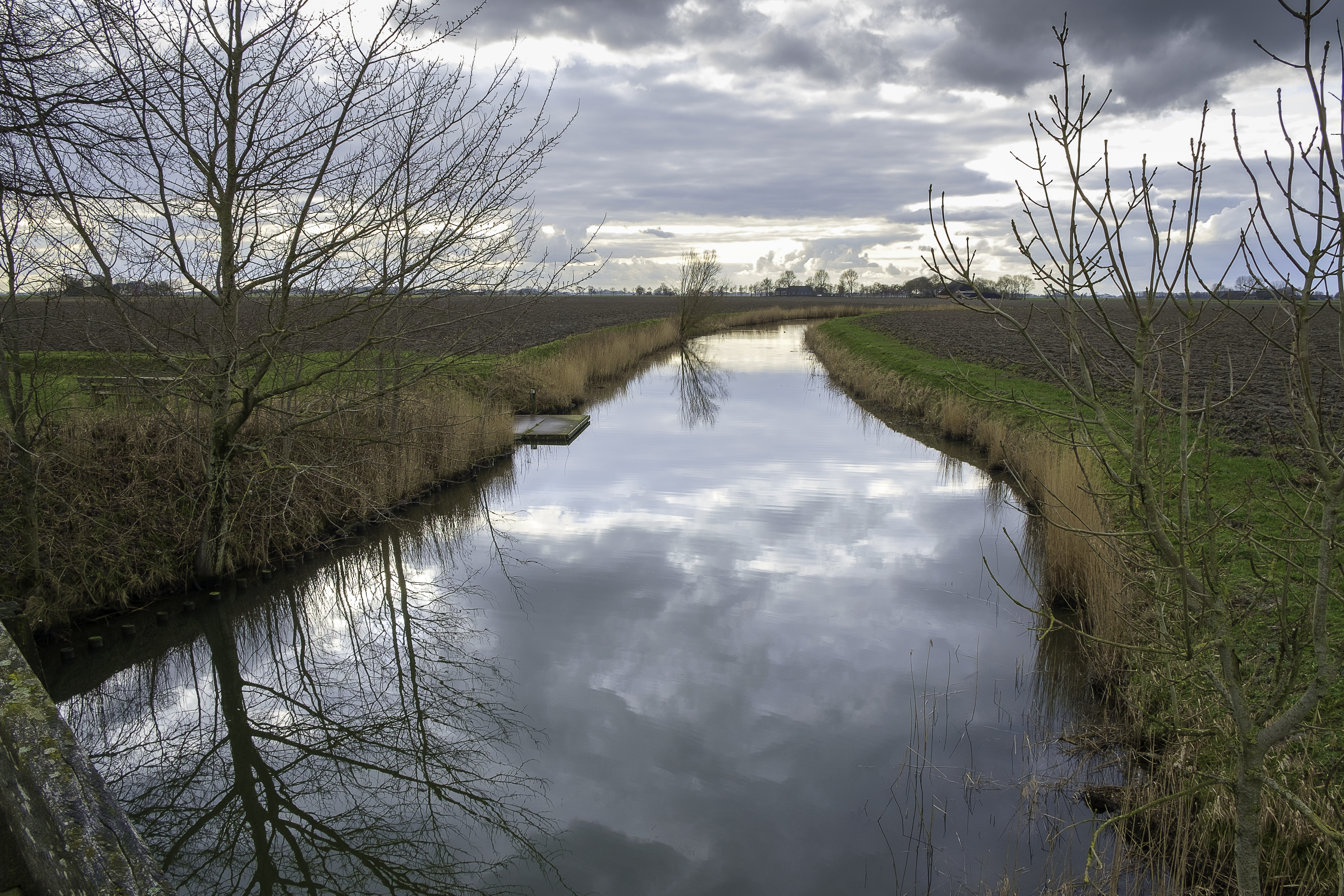
Garsthuizermaar, overblijfsel van de Fivel.

Net als Hunsingo was Fivelingo (Fivelgo) van oorsprong een Friese gouw. In de 15e eeuw werd het een van de Groninger Ommelanden.

### Bestuurlijke indeling
De gouw bestond uit twee of drie onderkwartieren die samenvielen met de belangrijkste seenddistricten of moederparochies. Daarvan was Loppersum vermoedelijk de oudste. Het Oldambt vormde vermoedelijk een eigen onderkwartier of ambt, maar ging in de loop van de twaalfde eeuw een zelfstandig landschap vormen.
- Westerambt (hoofdplaats Loppersum)
- Oosterambt (hoofdplaats Appingedam)

In de veengebieden of woldstreken ontstonden in de vijftiende eeuw twee nieuwe onderkwartieren:
- Duurswold (hoofdplaats Slochteren)
- Vierendeel (hoofdplaats Ten Boer)

Over het algemeen traden de verschillende delen van Fivelingo gezamenlijk op, waarbij men samenkwam in Appingedam. De bewaarde zegelafdrukken van Fivelgo uit 1317, 1405 en 1427/'28 beelden twee heiligen uit; één daarvan stelt Maria voor. In 1579 koos men voor een wapen met een adelaar, dat echter maar korte tijd gebruikt werd.
De grens tussen het Wester- en Oosterambt viel waarschijnlijk samen met die tussen de decanaten of proosdijen Loppersum en Farmsum. Hij komt ook ter sprake in 1303, als het onderhoud van de dijken wordt geregeld. Het gebied ten westen van de Heekt wordt dan Godlinzeranesse (het schiereiland van Godlinze) genoemd. Het Oldeklooster met de dorp Katmis en Nes werd daar later kennelijk aan toegevoegd. De grens tussen de beide decanaten liep verder door tussen Appingedam en Tjamsweer en vandaar naar Duurswold, waar hij samenviel met de kerspelgrens tussen Hellum en Schildwolde.
De rechters van het Westerambt kwamen vermoedelijk bijeen in Loppersum, later ook in Leermens; hier werden ze in hun ambt bevestigd. De seend (kerkelijke rechtspraak) werd echter gehouden in Loppersum, Bierum, Slochteren en mogelijk ook Stedum. Het Westerambt viel in de vijftiende eeuw uiteen in een Westerdeel (rond Loppersum) en een Oosterdeel (rond Leermens). Van het Westerambt is een zegelafdruk uit 1482 overgeleverd, dat de Maria uitbeeldt met het kindje Jezus op de arm, geflankeerd door twee engelen.
Het Oosterambt omvatte de seendstoelen Holwierde en Farmsum. Het onderkwartier trad vermoedelijk niet meer als zelfstandig orgaan op nadat het rond 1400 in handen kwam van de hoofdelingenfamilie Ripperda, die de proosdij Farmsum beheerste. In 1435 traden Holwiede en Marsum nog zelfstandig toe tot het grote landvredeverbond dat de stad Groningen had afgekondigd.
Duurswold wordt voor het eerst als zelfstandige eenheid genoemd in 1406.
Het Vierendeel of Verndell was tevens een waterstaatkundige eenheid, namelijk een schepperij binnen het Winsumer- en Schaphalsterzijlvest. Als zodanig wordt het in 1408 voor het eerst vermeld. De rechtstoel van dit onderdistrict Vierendeel omvatte echter een groter gebied, met delen van de kerspelen Ten Boer, Garmerwolde en Heidenschap die binnen het Scharmerzijlvest lagen. Ten Boer werd echter nog in 1465 bij het Westerdeel gerekend.
In de 1659 werd een nieuwe indeling ingevoerd, die in 1749 weer werd afgeschaft. Bij die gelegenheid werden drie districten met ieder vijftien dorpen gevormd:
- Hogelandsteradeel
- Oosteradeel of Oostera
- Duurswolderadeel

De (nogal willekeurige) grenzen van deze districten staan afgebeeld op de provinciekaart van Theodorus Beckeringh uit 1781.

### Fivelgoër Landrecht
Het in het Oudfries gestelde Fivelgoër Landrecht (wetten) maakt een belangrijk deel uit van overgebleven Oudfriese teksten.

## Geografie

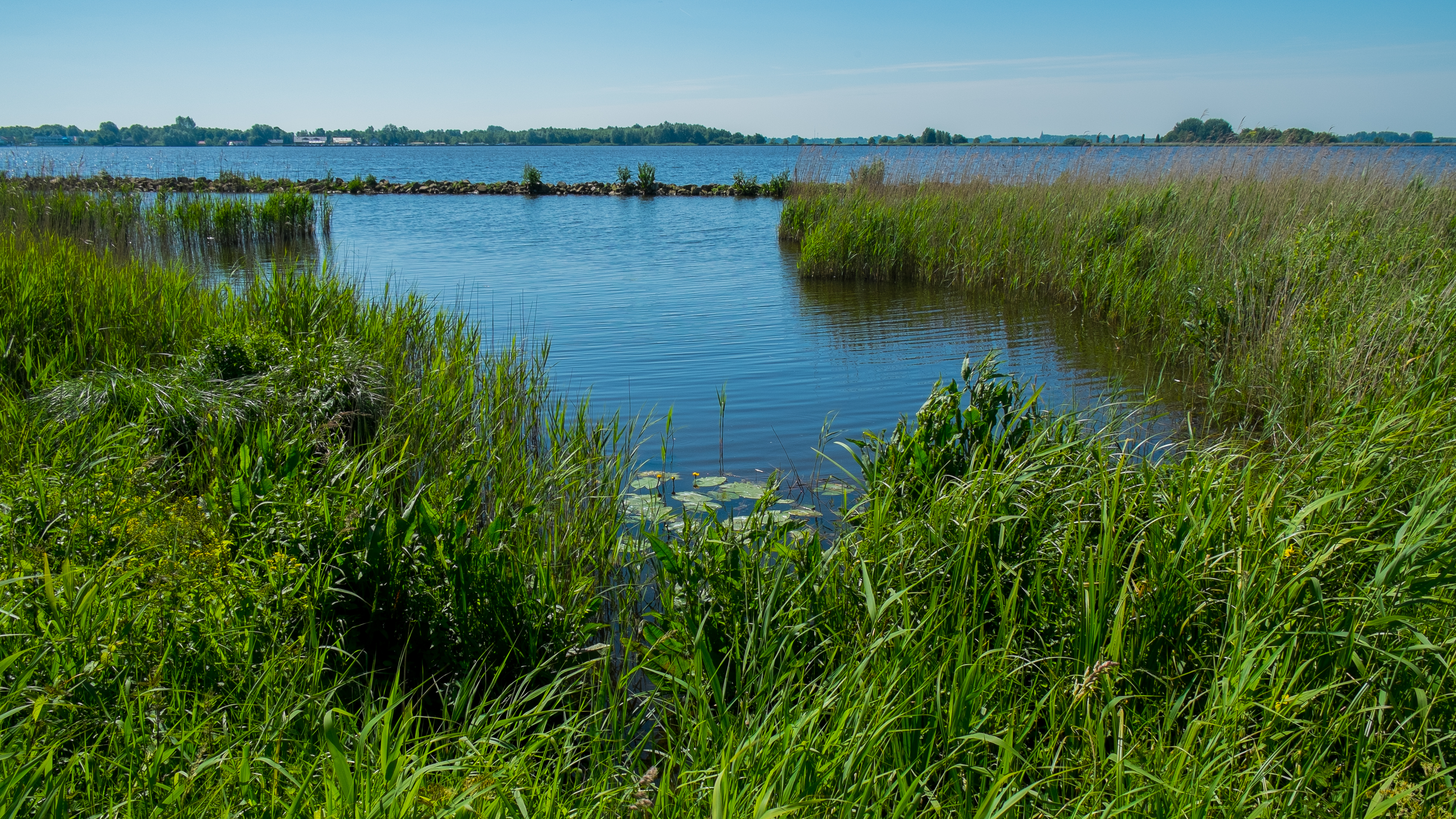
Het Schildmeer in het midden van de streek.

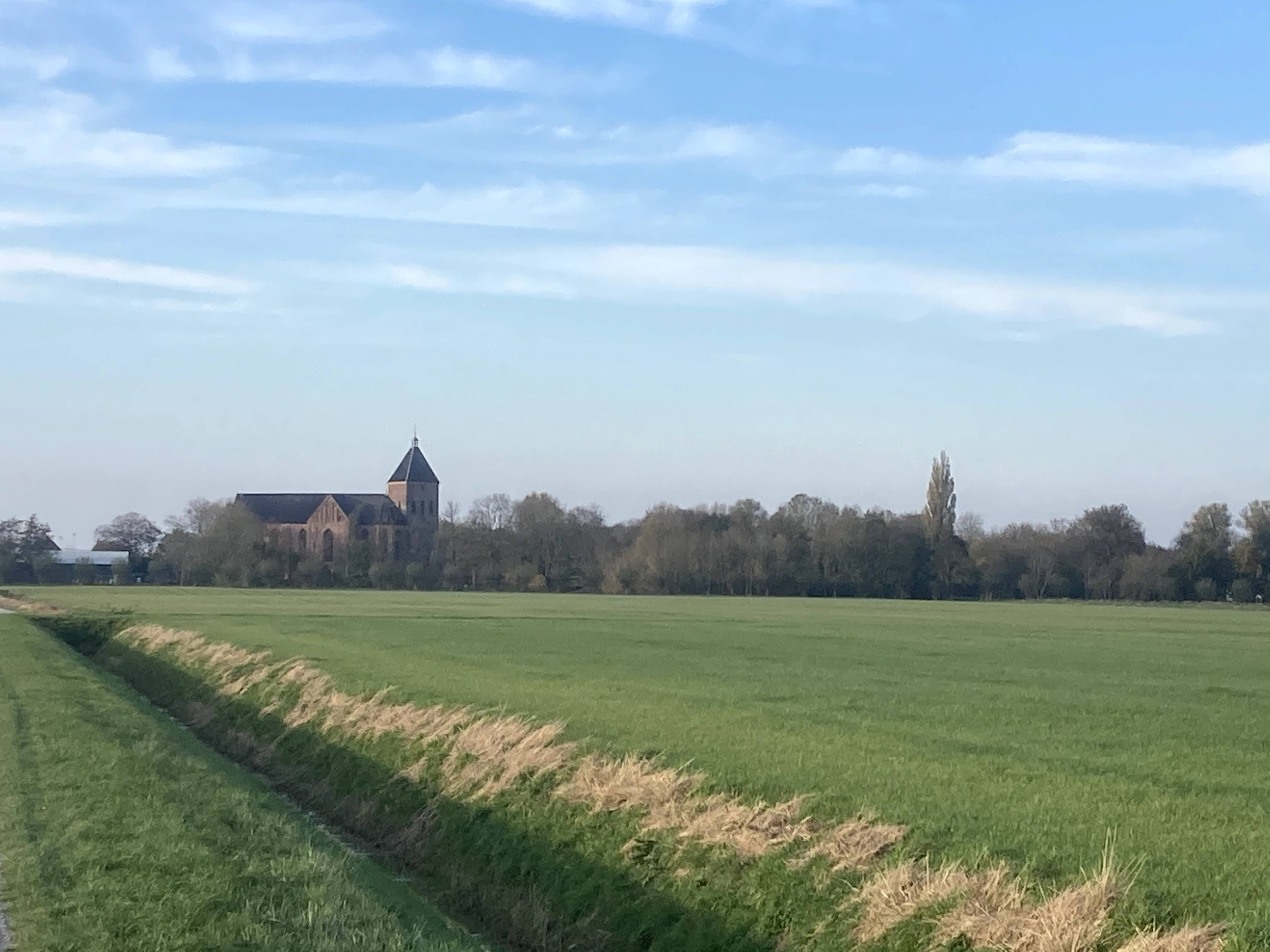
Zicht op de Jacobuskerk in Zeerijp.

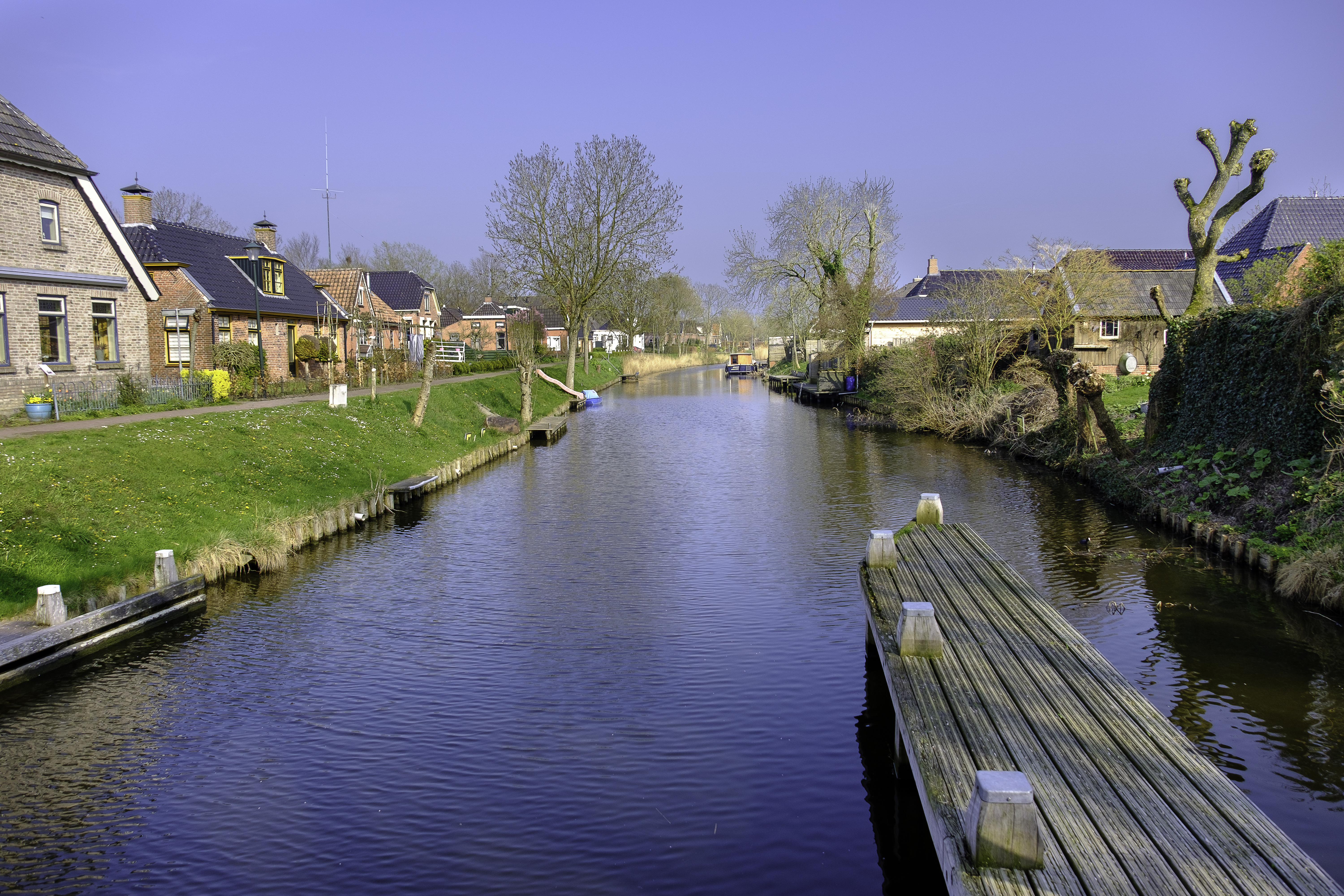
Het Damsterdiep, van oudsher de levensader van Fivelingo.

Geografisch en cultureel kan Fivelingo grofweg in vier gebieden worden verdeeld, die ongeveer overeenkomen met de vroegere onderkwartieren:
- Het zuidelijke laagveengebied en de dorpen langs het Damsterdiep
- Het Hogeland en de bedijkte Fivelboezem
- de lintdorpen van het Duurswold
- het stedelijke gebied van Appingedam en Delfzijl

### Zuidelijk laagveengebied (Woldstreek)
Het zuidelijke en centrale deel van Fivelingo was laagland (laagveen) dat menigmaal overstroomde. Hier ligt o.a. het visrijke Schildmeer. Het laagveengebied, dat doorliep tot in Innersdijken, is ontgonnen vanaf uit het noorden en oosten, door het veen via de Fivel en de Delf te ontwateren. In dit veengebied zijn dorpen ontstaan als Thesinge, Ten Boer en Garmerwolde. Het midden van Fivelingo, het laagstgelegen gedeelte, is altijd zeer dun bevolk gebleven, vanwege de lage ligging en bodemdaling door turfafgravingen. In recent jaren is door de aardgaswinning het gebied nog lager komen te liggen en is in de streek ten zuidwesten van het Schildmeer het zogenaamde Roegwold ontwikkeld, waarbij de natte gronden terug zijn gebracht. Door dit natte laagland stroomt ook de bovenloop van de Fivel (de Slochter Ae) die de afwatering van zowel het lokale laagveen, als het zuidelijker gelegen hoogveen regelde. Waarschijnlijk was de Fivel oorspronkelijk een vertakking van de Hunze was bij Foxhol.

### Noordelijke kleistreek (Hogeland)
De Fivel stroomde naar het noorden en hoe dichter bij de monding, hoe krommer de meanders. Tegenwoordig is de Fivel grotendeels verzand, hoewel er nog wel restanten zichtbaar zijn in het landschap. Overblijfselen van de Fivel zijn de Woltersumer Ae, de Ten Poster Ae, een deel van het Damsterdiep, de Westeremdermaar en de Zemsloot. In de vroege Middeleeuwen mondde de Fivel uit tussen Westeremden en Loppersum. Grofweg de driehoek Westeremden, Spijk, Uithuizermeeden vormde een inham (de Fivelboezem), die sinds de 12e eeuw stukje bij beetje werd ingepolderd. Het hele noordelijke deel van Fivelingo, grofweg het gebied ten noorden van het Damsterdiep en de oude gemeentegrens van Ten Boer bestaat uit zeekleigrond. Het is het oudst bewoonde deel van Fivelingo en sluit aan bij de kleistreken van Friesland, Hunsingo en Oost-Friesland. Hier liggen veel maren en wierdendorpen, doordat het land hier, voor de aanleg van dijken, regelmatig overstroomde. Dorpen als Stedum, Loppersum, Zeerijp, Godlinze, Losdorp, Bierum, Holwierde en Leermens liggen allemaal op wierden en hebben goed bewaarde romano-gotische kerkjes. De hoeveelheid wierdendorpen langs de Fivel en de Eems en de rijkelijk versierde kerkjes aldaar, wijzen erop dat het voor die tijd een dichtbevolkt en welvarend gebied is geweest. Op de jonge zeekleipolders van de Fivelboezem en de latere bedijkte landen wordt vooral akkerbouw bedreven, terwijl er op de oude zeekleigronden vooral grasland met veeteelt is.

### Appingedam en Delfzijl

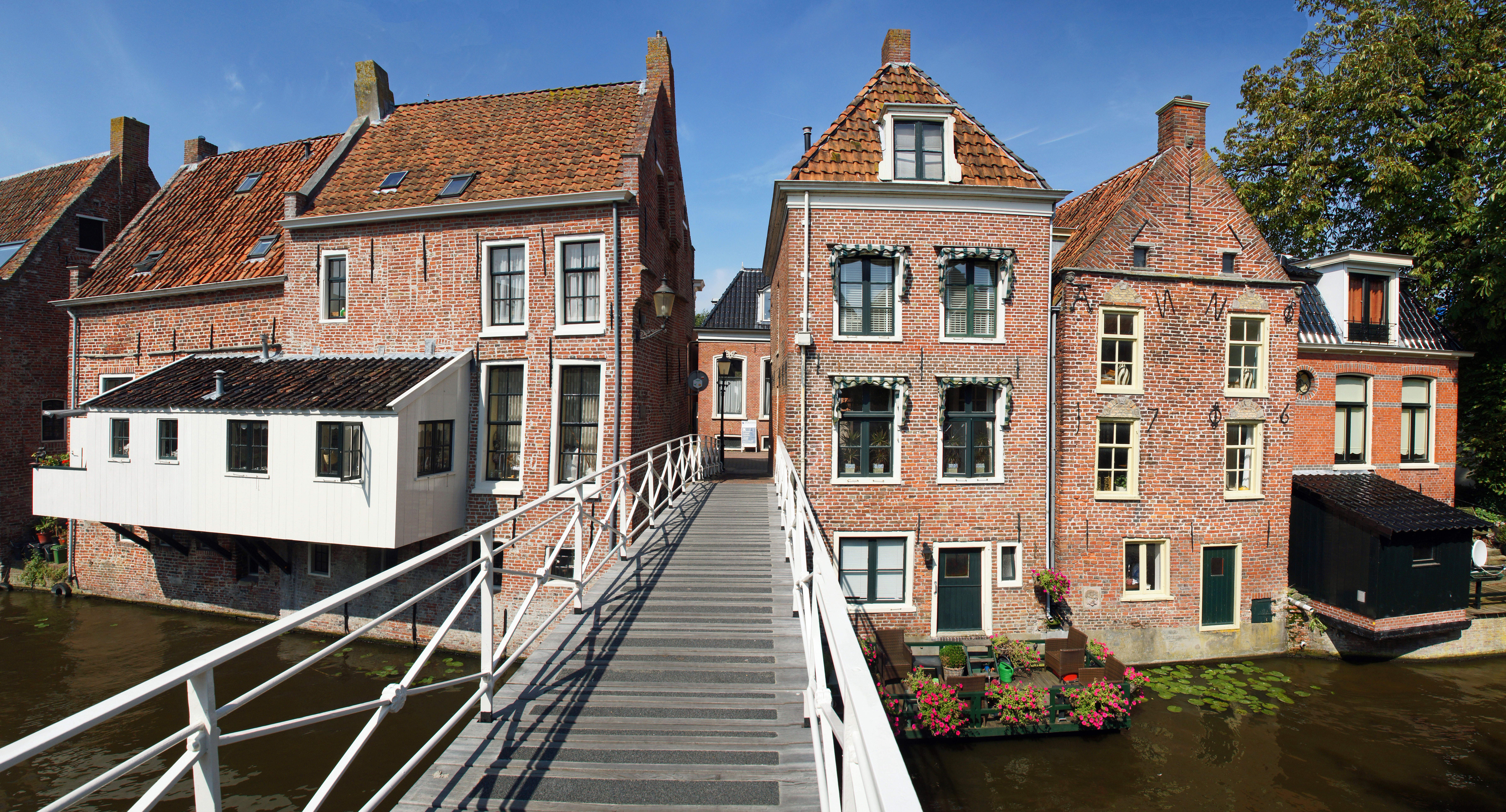
Hangende keukens boven het Damsterdiep

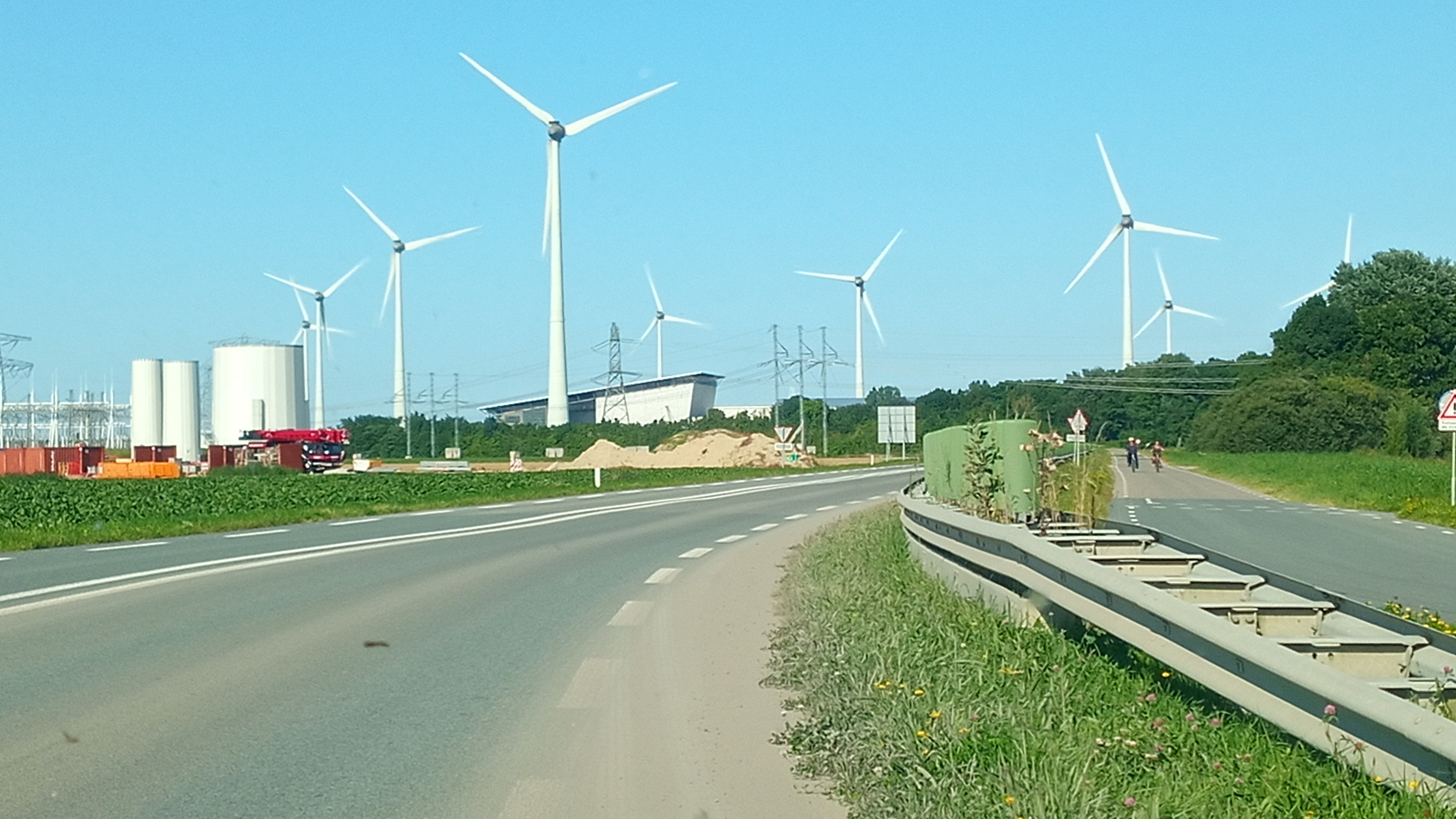
Havengebied van Delfzijl

Het oostelijke deel van Fivelingo, met de steden Appingedam en Delfzijl, is vooral gericht op de Eems. Historici gaan er vanuit dat rond het jaar 1000 de Delf werd gegraven van Winsum naar wat nu Delfzijl is. Daarmee werden de Lauwers, Hunze, Fivel en Eems met elkaar verbonden. Het gedeelte vanaf Winneweer naar het oosten, is nu nog steeds het Damsterdiep. Uit een oorkonde van 1057, wordt afgeleid dat Garrelsweer destijds de belangrijkste plaats was van Fivelingo, doordat er gesproken wordt over een muntrecht. Naarmate de Fivel steeds meer verzandde, verschoof het politieke en economische centrum van de Fivelboezem naar de monding van de Delf in de Eems. Appingedam, dat dichter bij zee lag, nam de functie van marktcentrum over. In de late Middeleeuwen was Appingedam de belangrijkste stad van alle het hele Friesland tussen Lauwers en Eems, maar moest door de groeiende invloed van de stad Groningen deze positie opgeven. Het bleef wel een belangrijk regionaal centrum op het gebied van handel, rechtspraak en geloof. Die positie is tegenwoordig nog steeds in de oude binnenstad terug te vinden, met veel historische gebouwen zoals de Nicolaïkerk, het oude gerechtsgebouw en de panden aan de Solwerderstraat met de bekende hangende keukens aan de Damsterdiepzijde. In de 15e eeuw werd het oostelijke Damsterdiep met de destijds steeds machtiger wordende Hanzestad Groningen verbonden door het uitgraven van het tracé langs Ten Boer en Garmerwolde. Ondertussen verzandde de Delf tussen Middelstum en Winneweer. Het Damsterdiep werd daardoor tussen de 15e en 19e eeuw (totdat de aanleg van het Eemskanaal) de levensader van het gebied. Omdat het een van de twee maritieme toegangswegen was van de stad Groningen, werd Delfzijl in de 16e eeuw een vesting en garizoensstad, om die toegangsweg te verdedigen. Door de geschiedenis heen heeft Delfzijl dan ook een bewogen militaire geschiedenis gehad. Zowel in de Tachtigjarige Oorlog, als het Rampjaar 1672, de Franse tijd én de Tweede Wereldoorlog heeft Delfzijl zwaar te lijden gehad. Tegenwoordig wordt het gebied gedomineerd door de haven van Delfzijl, met diverse chemische bedrijven en een groot windmolenpark. Hiervoor moesten in de jaren '70 van de 20e eeuw de Middeleeuwse dorpen Weiwerd, Heveskes en Oterdum wijken.

### Duurswold

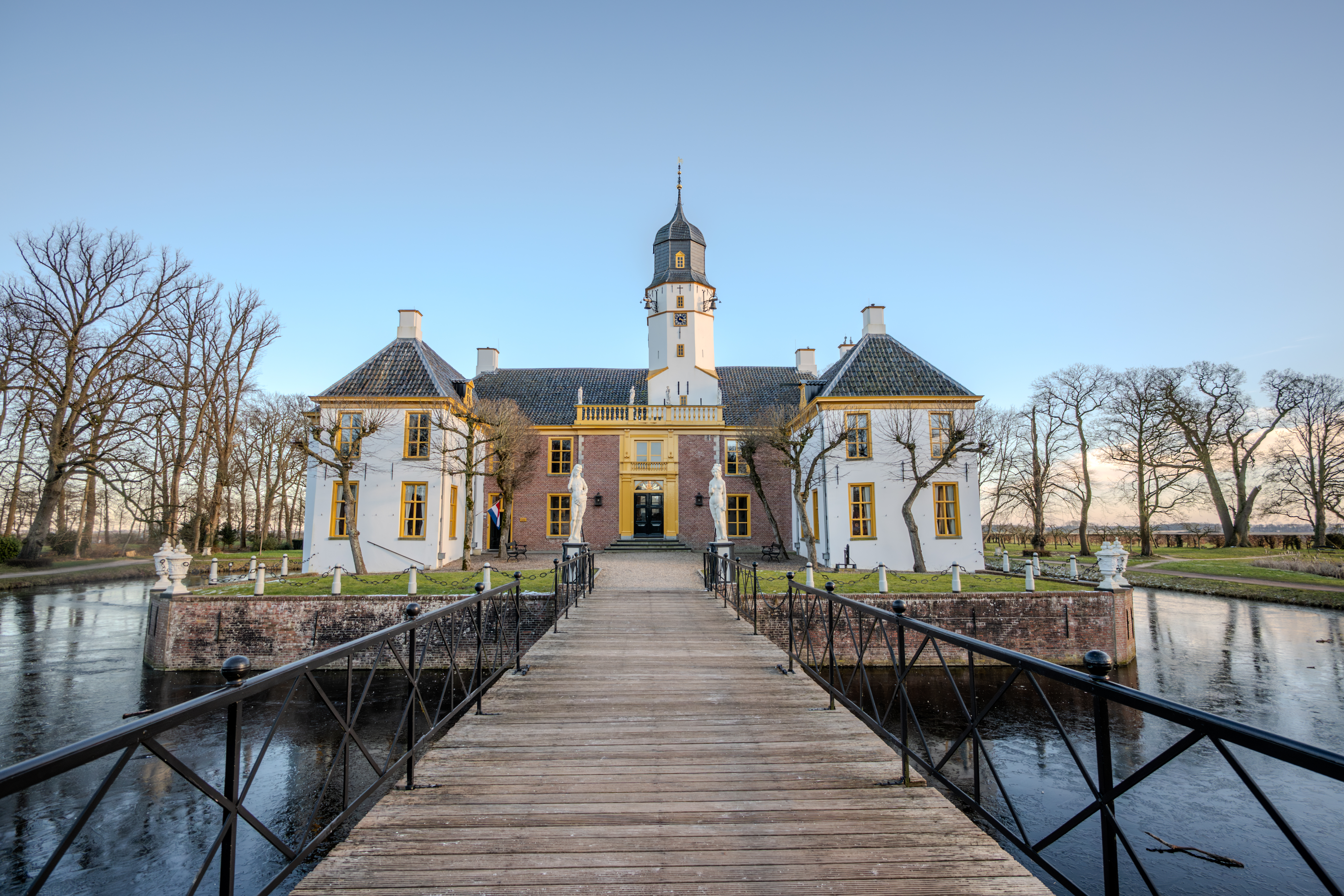
Fraeylemaborg in Slochteren.

Het zuidoosten van Fivelingo, het Duurswold, wordt gevormd door een lage zandrug, omringd door laagveen, waar een aantal belangrijke dorpen op liggen. Midden over deze zandrug ligt de door bomen geflankeerde Hoofdweg, waarlangs de lintdorpen Harkstede, Kolham, Froombosch, Slochteren, Schildwolde, Hellum en Siddeburen liggen. Vanuit deze dorpen is het omliggende laagveen ontgonnen. Dit gebied is bekend door o.a. de Fraeylemaborg en de Juffertoren. Het grondgebruik in het Duurswold wordt gekenmerkt door kleinschalig gemengd gebruik.

## Kloosters
Zie ook Kloosters in Groningen.
In de Middeleeuwen hebben er veel kloosters gestaan in Fivelingo, namelijk de Benedictijner kloosters Feldwerd bij Holwierde en Germania in Thesinge, met een dependance in Ten Boer, het cisterciënzer vrouwenklooster Sint-Annen, de premonstratenzer kloosters Rozenkamp (Nijenklooster) bij Krewerd, Bloemhof in Wittewierum en de nonnenproosdij Mariagenade in Schildwolde, het Augustijner stadsklooster Appingen in Appingedam, het kruisherenklooster Scharmer en de Johannieter commanderijen Heveskesklooster en Oosterwijtwerd. Alleen de kerken van Thesinge en Ten Boer zijn nog zichtbare restanten hiervan; de andere kloosters zijn met name in de 16e eeuw tijdens de Reformatie en Tachtigjarige Oorlog vernietigd. Het bekendste klooster is Bloemhof, waarvan de Kroniek van abten Emo en Menko is overgeleverd, die een belangrijke bron is voor de Middeleeuwse geschiedenis omtrent monastiek, politiek en cultuur in de Friese landen.

## Munten
Vanwege de sterke economische positie en de gunstige ligging aan zee met rivieren die hun weg naar de Eems en de Noordzee zochten, was Fivelgo voor munters een interessant gebied om hun producten af te zetten. Zo is er zowel in de vroege als in de late Middeleeuwen gemunt door Godfried II met de Baard, hertog van Nederlotharingen (1065-1069), te Merum, door waarschijnlijk de Brunoon Egbert II (1068-1077?) te Garrelsweer en Jemgum, door hoofdelingen (MONETA FIVLGOIE) in de 14e eeuw en door de Groninger Ommelanden 1579-1580 te Appingedam.

## Gebruik van de naam
- In de 19e en 20e eeuw droegen diverse instanties en bedrijven in de streek de naam Fivelingo of Fivelgo. Zo was Fivelingo een politiek weekblad dat ten minste in de jaren 1926 tot 1929 werd uitgegeven door de Anti-Revolutionaire Partij. Het was verder de naam van een melkcontrolevereniging te Appingedam, een spaarbank te Delfzijl en omstreken en is nog altijd de naam van een modelvliegclub. Werkplein Fivelingo en Omstreken is een werkvoorzieningschap of sociale werkplaats met het hoofdkantoor te Appingedam. Damclub Fivelgo te Appingedam werd opgericht in 1905 en was landelijk bekend. Fivelgo is tevens de naam een ijsvereniging te Appingedam, opgericht in 1865
- Fivelingo was ook de naam van een voormalige waterschap, dat na het graven van het Eemskanaal het noordelijke deel van het Generale Zijlvest der Drie Delfzijlen in zich opnam.
- In Delfzijl ligt een wijk genaamd Fivelzigt met een historische steenfabriek die Fivelmonde[3] genaamd is. Tevens is in dezelfde wijk de historische boerderij Fivelzigt genaamd. Ook de atletiek vereniging in Delfzijl-West heet Fivelstreek.[4]
- De historische benaming Fivelgo was een van de drie namen die werden voorgesteld voor de fusiegemeente van Appingedam, Delfzijl en Loppersum die per 1 januari 2021 in werking trad. Bij een referendum koos de bevolking voor de naam Eemsdelta.

## Kaarten

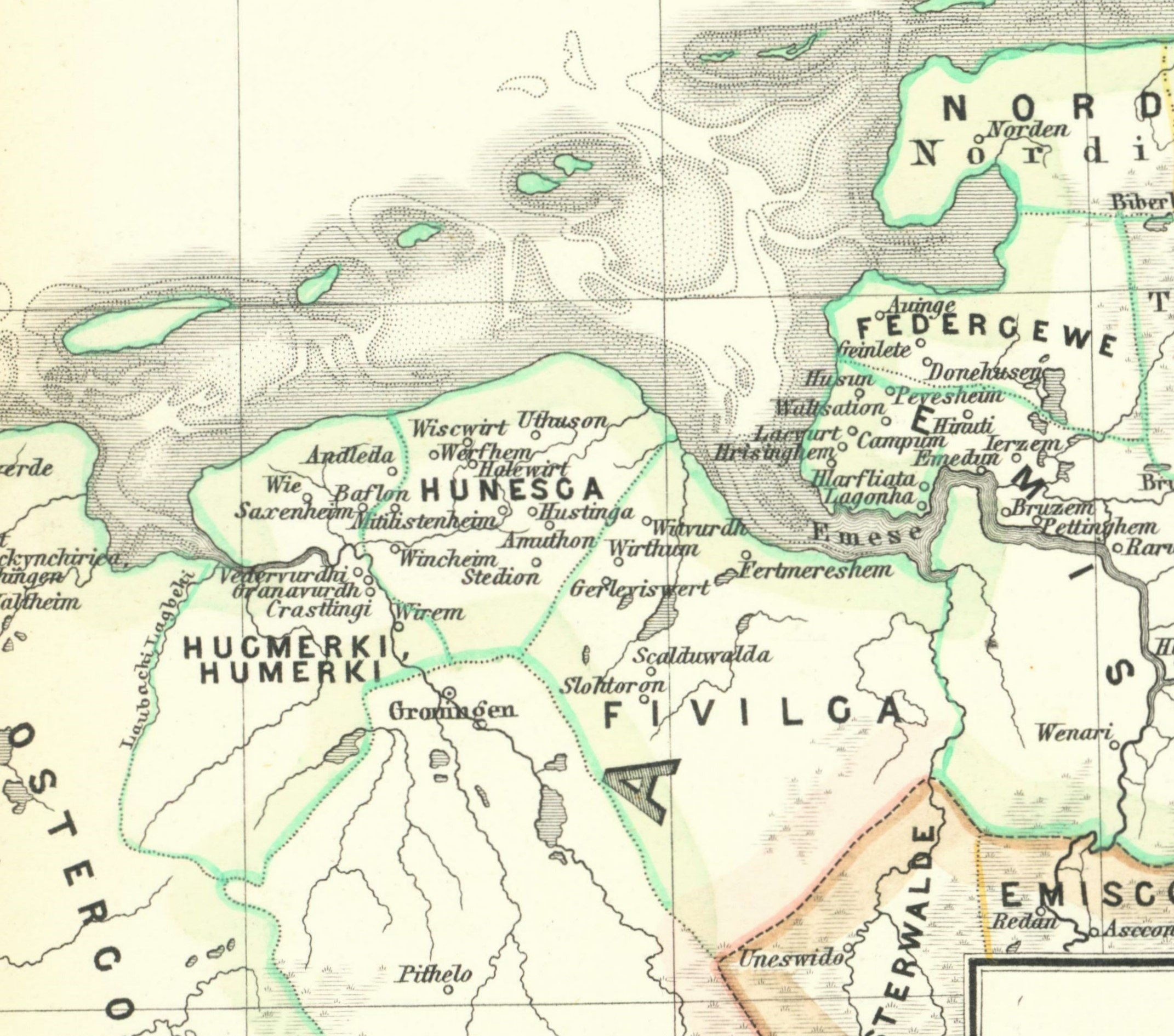
Fivelingo in de Karolinger tijd, inclusief Oldambt, als gouw weergegeven op een kaart uit 1880
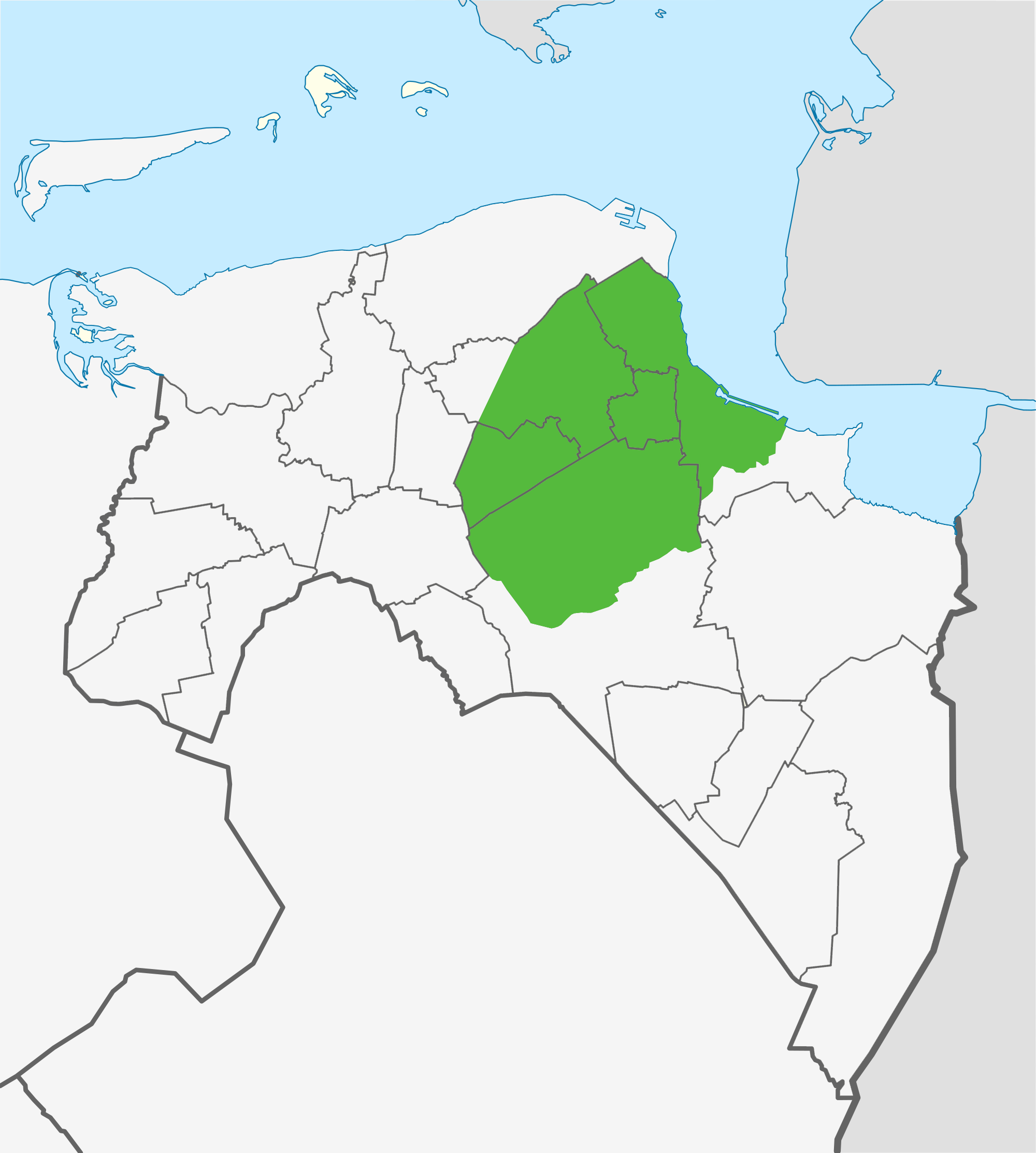
Locatie van Fivelingo in Groningen, gebaseerd op de definitie van de 19e-eeuwse gemeentegrenzen, over de huidige gemeentegrenzen
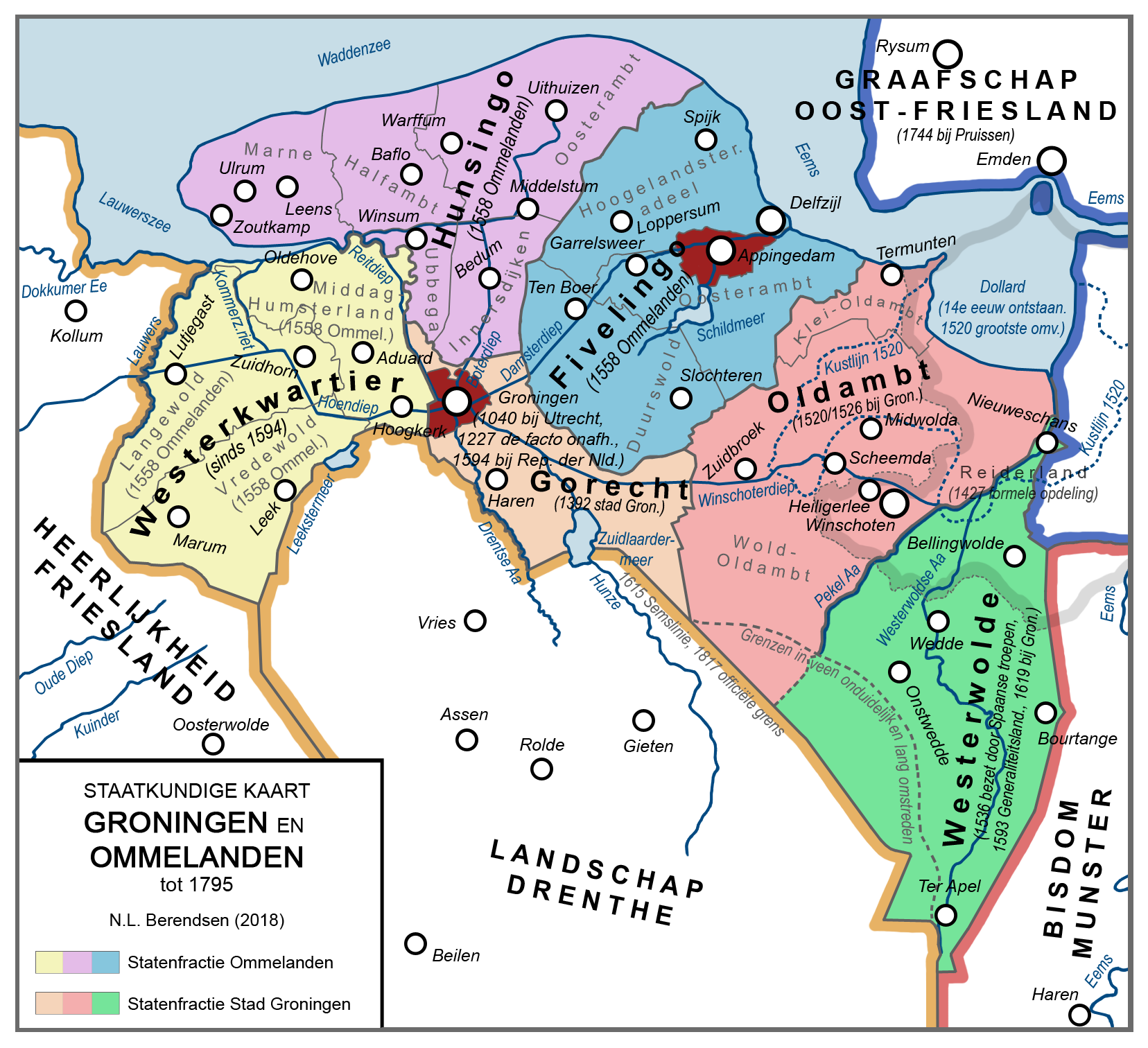
Fivelingo en onderkwartieren in blauw
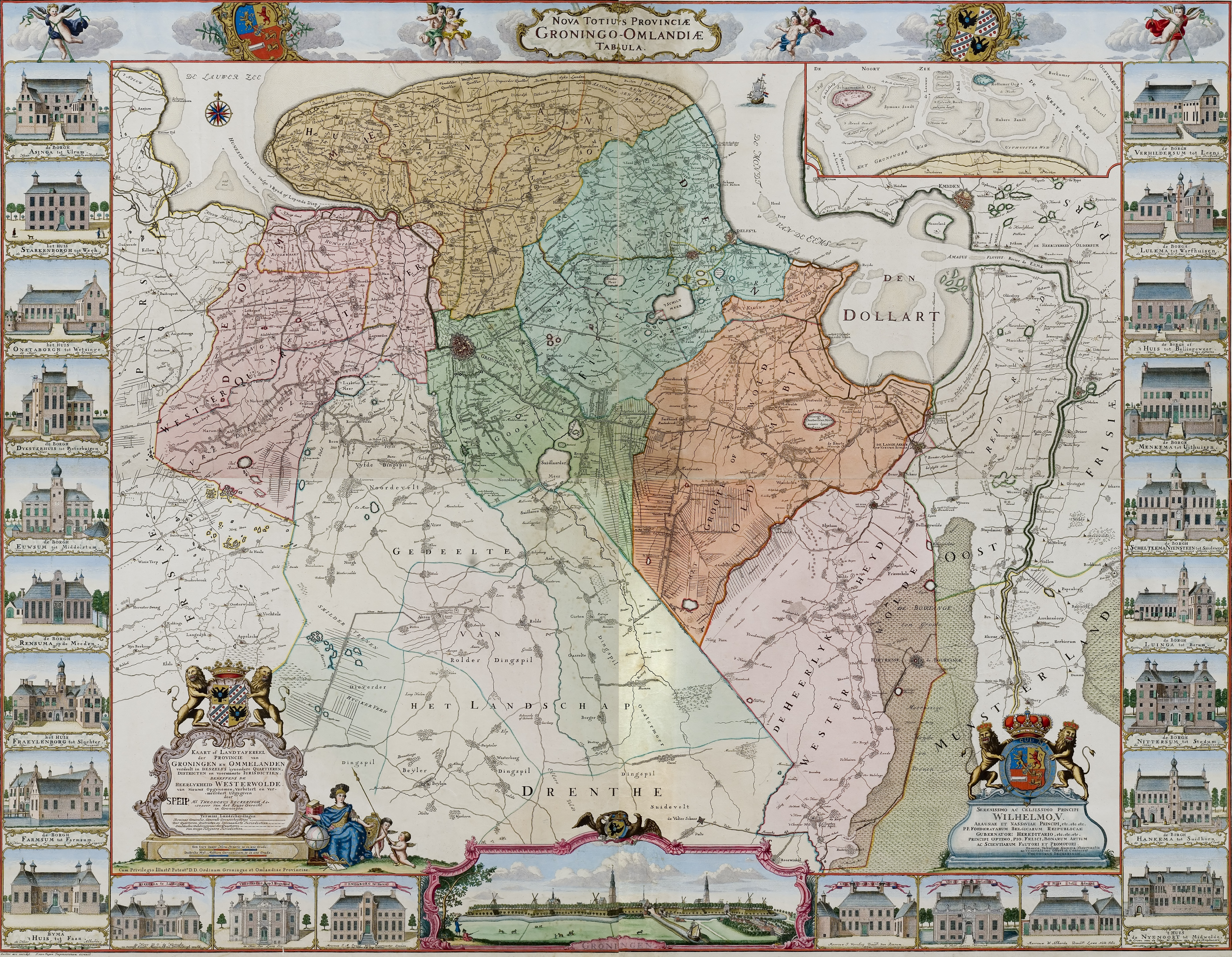
Oude kaart van Stad en Ommelanden in 1781, met Fivelingo in blauw
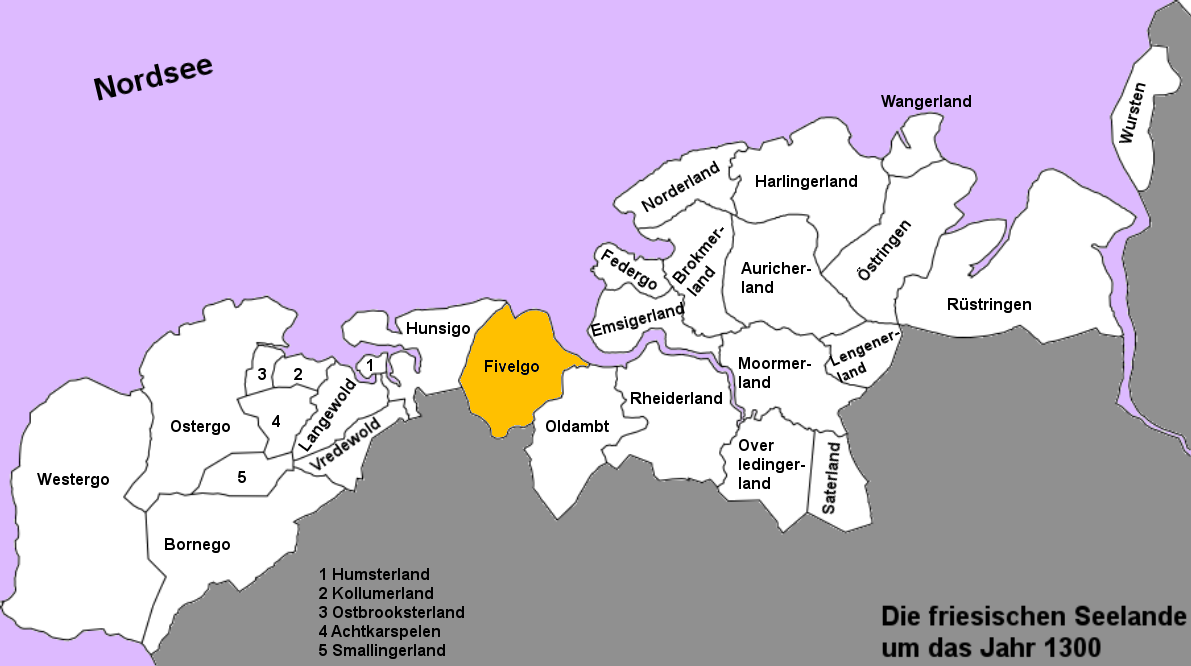
Locatie van Fivelingo in de Zeven Friese Zeelanden.